# Jean Charles François de Lavaulx de Vrécourt
 (novembre 2016).
Jean Charles François de Lavaulx de Vrécourt (né le 9 mars 1730 à Vrécourt et mort le 27 octobre 1769  à Nancy) est le fils de Charles de Lavaulx de Vrécourt, officier de cuirassiers de l’armée impériale autrichienne et d’Agathe Joly de Morey. Il est issu d’une famille de la noblesse lorraine (ancienne extraction 1495). Officier lorrain puis français, il compte dès son plus jeune âge parmi les courtisans de la cour de Lunéville et est titulaire d'une charge de chambellan du roi de Pologne.

## Biographie
Jean Charles François de Lavaulx est né dans la maison seigneuriale de Vrécourt en Lorraine près de Neufchâteau le 9 mars 1730 de Charles Nicolas Dieudonné, comte de Lavaulx, officier de cavalerie au service de l'empereur du Saint-Empire Charles VI, ancien envoyé de Lorraine à la cour de Turin, et d'Agathe Joly de Morey. En 1735, alors qu’il avait cinq ans, son père meurt brutalement au moment où il devait rejoindre son régiment en Autriche. Sa mère vend sa part de seigneurie de Vrécourt et va habiter Nancy.
Le 5 mai 1740  il est nommé page de la duchesse de Lorraine Elisabeth-Charlotte, alors retirée au château de Commercy. Par brevet du 1er juin 1740 à Fontainebleau, le roi de France lui accorde une lieutenance au régiment des Gardes Lorraines. En 1743, sa mère lui acquiert pour 10 000 livres un brevet de capitaine, toujours au régiment des Gardes Lorraines.
En avril 1748, Jean de Lavaulx entre dans la « Gendarmerie de France" ou "Gendarmerie rouge », ou « Petite Gendarmerie » ou encore « Gendarmerie de Lunéville »  et est nommé Second Cornette de la compagnie des Gendarmes du Dauphin, avec le grade correspondant de lieutenant-colonel de cavalerie. Il s’agit de la cavalerie lourde de l’Ancien Régime, unité d’élite n’ayant aucun rapport avec la gendarmerie actuelle. Une partie de la Petite Gendarmerie avait été affectée par Louis XV à Lunéville au service de son beau-père roi de Pologne, duc de Lorraine et de Bar.

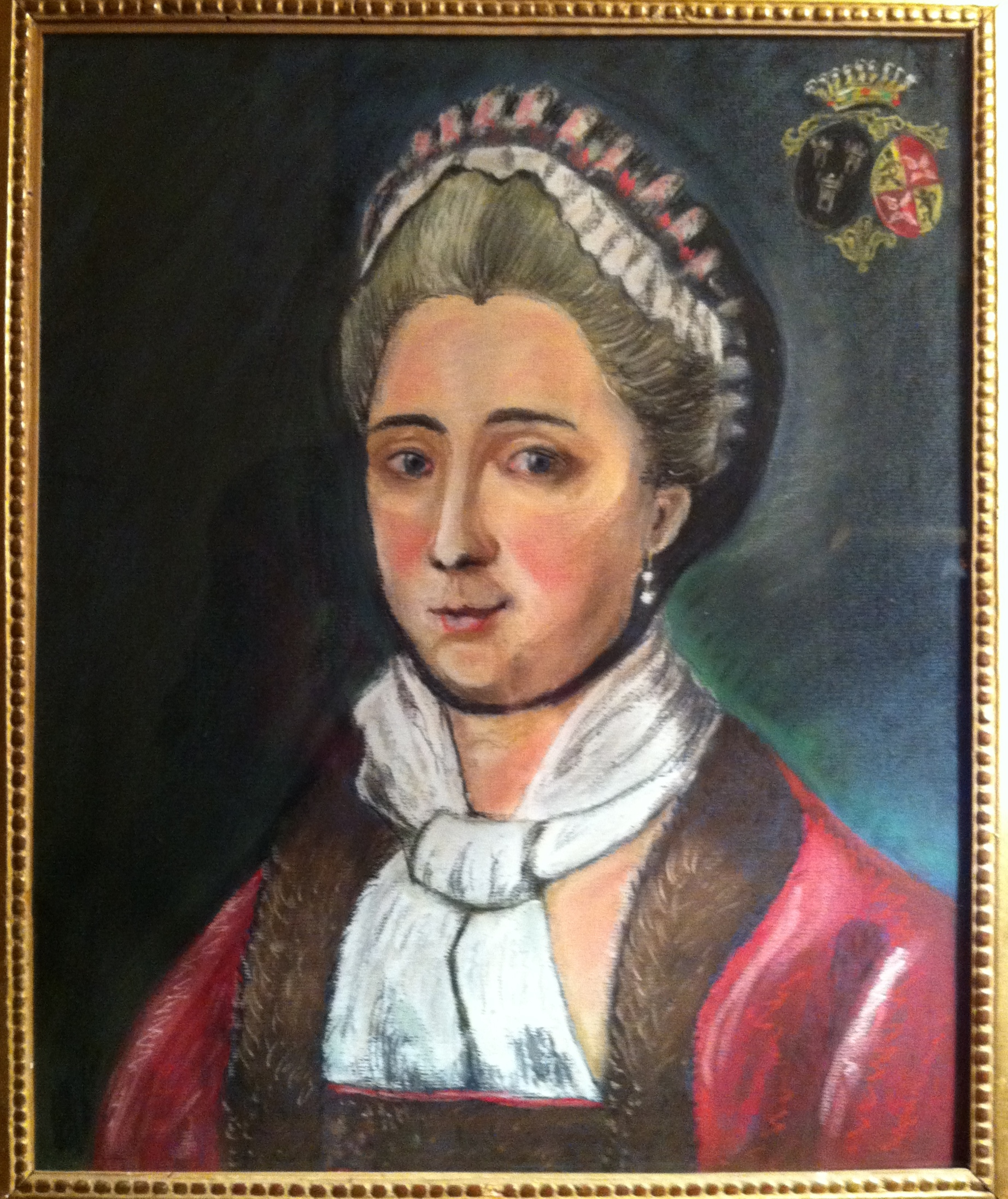
Comtesse de Lavaulx née Marie Madeleine de Guitaut. Copie du XXIe siècle.

Le 1er juin 1754, il est nommé chambellan du roi de Pologne, duc de Lorraine et de Bar Stanislas Leszczynski. Le 29 juin de cette année, il épouse par contrat Marie-Madeleine de Pechpeyrou de Comminges de Guitaut (1731-1798), fille de Louis Athanase de Guitaut, lieutenant général des Armées du Roi et inspecteur de la cavalerie, et de Marie-Elisabeth de Chamillard. La cérémonie religieuse est célébrée par l’abbé de Brienne, vicaire général de l’archevêché de Rouen, à la chapelle de l'hôpital des Incurables à Paris le 9 juillet 1754. Le contrat de mariage est signé par le Roi, la Reine et la famille royale. Sa belle-famille est une importante famille de la noblesse d’épée bourguignonne, elle dispose de relais de haut niveau dans les cours de Versailles et de Lunéville, ainsi qu’à Nancy, dont  l’intendant français Chaumont de la Galaizière, administrateur des duchés, nommé par Louis XV dans les États de son beau-père, roi de Pologne, duc de Lorraine et de Bar, Stanislas Leszczynski.
Le 16 décembre 1754, Jean de Lavaulx est présenté au Roi et à la famille royale de France (Mercure de France, février 1754, p. 205). Le 6 janvier 1755, le roi Louis XV accorde à Jean de Lavaulx la croix de chevalier de Saint-Louis, alors qu’il était toujours Second Cornette à la compagnie des Gendarmes du Dauphin. Au cours de cette année, il est admis dans la compagnie des Gendarmes de la Reine, dont il est nommé enseigne le 10 octobre. Il y demeurera jusqu’en 1763. Le 6 novembre 1755, il fonde une rente de 400 livres annuelles au profit du couvent des Carmélites de Nancy, en souvenir de sa mère. Le 25 janvier 1758, Jean de Lavaulx est nommé mestre de camp de cavalerie. Ses états de service militaires ne sont pas connus.
Jean Charles François de Lavaulx meurt à Nancy le 27 octobre 1769 à l'âge de 39 ans, trois ans après le rattachement de la Lorraine à la France. Son épouse lui survécut longtemps à Nancy, y passa la période de la Révolution et mourut à 69 ans le 24 ventôse an VI (14 mars 1798).

### Bâtisseur d’un hôtel particulier à Nancy
En 1755, Jean de Lavaulx et sa femme font démolir deux vieilles maisons de la rue Saint-Dizier. L’une d’elles appartenait à la comtesse de Lavaulx, née Joly de Morey, mère de Jean de Lavaulx. L’autre provenait du comte de Rutant, officier des Gardes du Duc Léopold. Ils font bâtir un hôtel particulier au numéro 114, toujours visible à ce jour. Cet édifice est connu depuis lors parmi les demeures nancéiennes les plus caractéristiques du XVIIIe siècle. Il comprend un rez-de-chaussée, très mutilé aujourd’hui, accessible par une arcade sur la rue d’une très grande hauteur, correspondant à un vestibule d’honneur, au plafond très rabaissé depuis par la création d’un entresol à la fin du XVIIIe siècle. Un escalier d’honneur avec ferronnerie et décor à la gloire de la dynastie de Lorraine conduit vers l’étage. Les appartements du rez-de-chaussée comprenaient des salons de réception, une bibliothèque et une très importante chambre forte, encore visible au début du XXe siècle. Les appartements de l’étage noble, au décor très caractéristique de l’époque, constituaient l’habitation des propriétaires. En 1775, l’hôtel était mis en vente par la fille du défunt, la comtesse de Mollans.

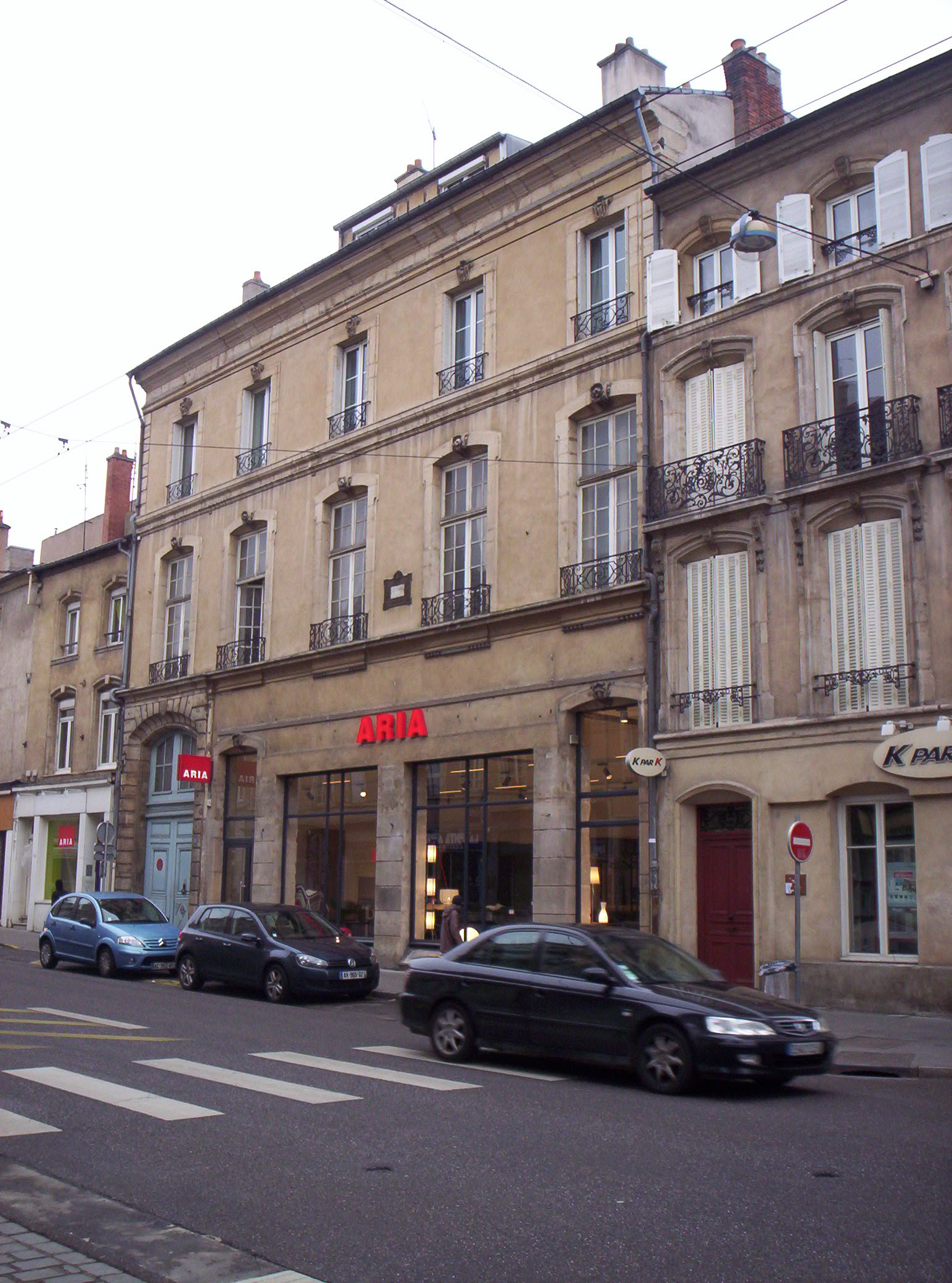
N°114 rue Saint-Dizier : ancien hôtel de Jean Charles François de Lavaulx de Vrécourt

### Mécène et collectionneur
Jean Charles François de Lavaulx de Vrécourt et sa femme sont au contact d'artistes et d'auteurs de leur temps, tant à Nancy qu'à Paris, ce qui semble indiquer des séjours fréquents dans la capitale française. Ainsi, en 1752, Jean de Lavaulx  fait graver en taille-douce un ex-libris orné de ses armes, par le nancéien Dominique Collin. En 1758 et 1759, il fait publier à Paris chez l'imprimeur Lebreton, imprimeur ordinaire du Roi, le ‘’Mémorial de la maison de Lavaulx’’, histoire de sa famille rédigée par le célèbre abbé Lionnois. Rarissime, cet ouvrage est néanmoins peu solide en termes d’exactitude historique, excepté en ce qui concerne la période du XVIe au XVIIIe siècle. En 1762, il figure parmi les contributeurs financiers de la ‘’Flore de Lorraine’’ de Bucho’z, et ses armoiries ornent deux des planches de l'ouvrage, dédiées ‘’à M. le comte de Lavaulx et à Madame de Peichperou’’.
De plus, il fait insérer une importante notice généalogique sur sa famille dans le « Grand dictionnaire historique » de Louis Moréri. Pour la période allant du XVIe au XVIIIe siècle , cette contribution présente un grand intérêt. Par contre, sa partie médiévale, comme pour le cas du Mémorial, est entachée de prétentions injustifiées et d’erreurs plus ou moins volontaires. Par ailleurs, il semble financer le travail du graveur et peintre parisien Charles Eisen, qui lui dédie une très rare version gravée par le graveur nancéien Jean-Charles François de son curieux ouvrage intitulé ‘’Le Bal chinois’’, tableau  ‘’tiré du cabinet de M. le comte de Lavaulx de Vrécourt, officier de Gendarmerie’’. De plus, Eisen lui dédie, toujours avec le graveur François, un recueil d’ornements dans le style rocaille alors en vigueur, le « Livre d’ornemens et figure, d’après différents auteurs, utile aux artistes’’, par Charles Eisen, dédiée au comte de Lavaulx de Vrécourt (BNF, cote NUM FOL EST 538).
Enfin, Jean de Lavaulx est portraituré à plusieurs reprises, notamment en uniforme et en cuirasse de guidon de Gendarmerie ainsi qu’installé chez lui à sa table de travail, dans sa bibliothèque. Sa femme Marie-Madeleine de Guitaut a été également peinte de son vivant. Par ailleurs Jean de Lavaulx et sa femme sont des collectionneurs avertis. La vente après décès du maître de maison le 19 mars 1770 est éloquente à ce titre : sont proposées trois statues en pierre de grandeur naturelle, dues à César Bagard, représentant les souverains lorrains Charles V, Léopold et Elisabeth Charlotte de Lorraine, des antiques et des médailles romaines, une collection de monnaies de Lorraine, des pendules indiquant notamment les phases de plusieurs astres, ainsi qu’une importante bibliothèque.

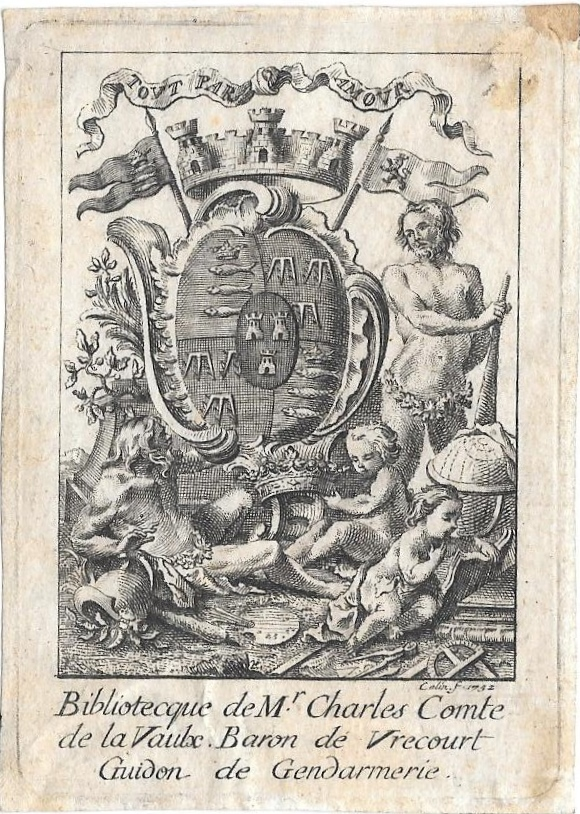
Ex libris de Jean de Lavaulx de Vrécourt par Colin en 1752 à Nancy

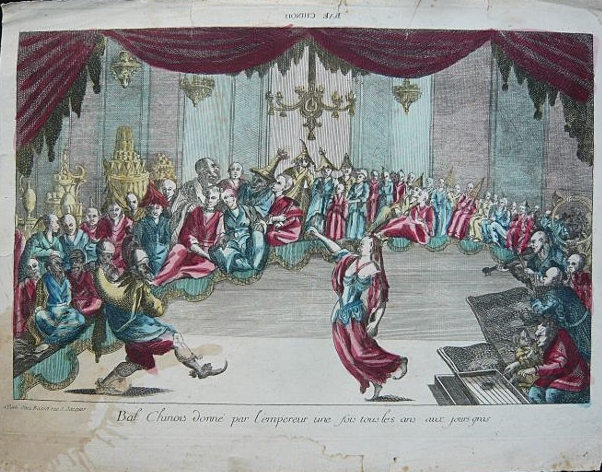
Le Bal Chinois, vue d'optique d'après Charles Eisen

## Postérité

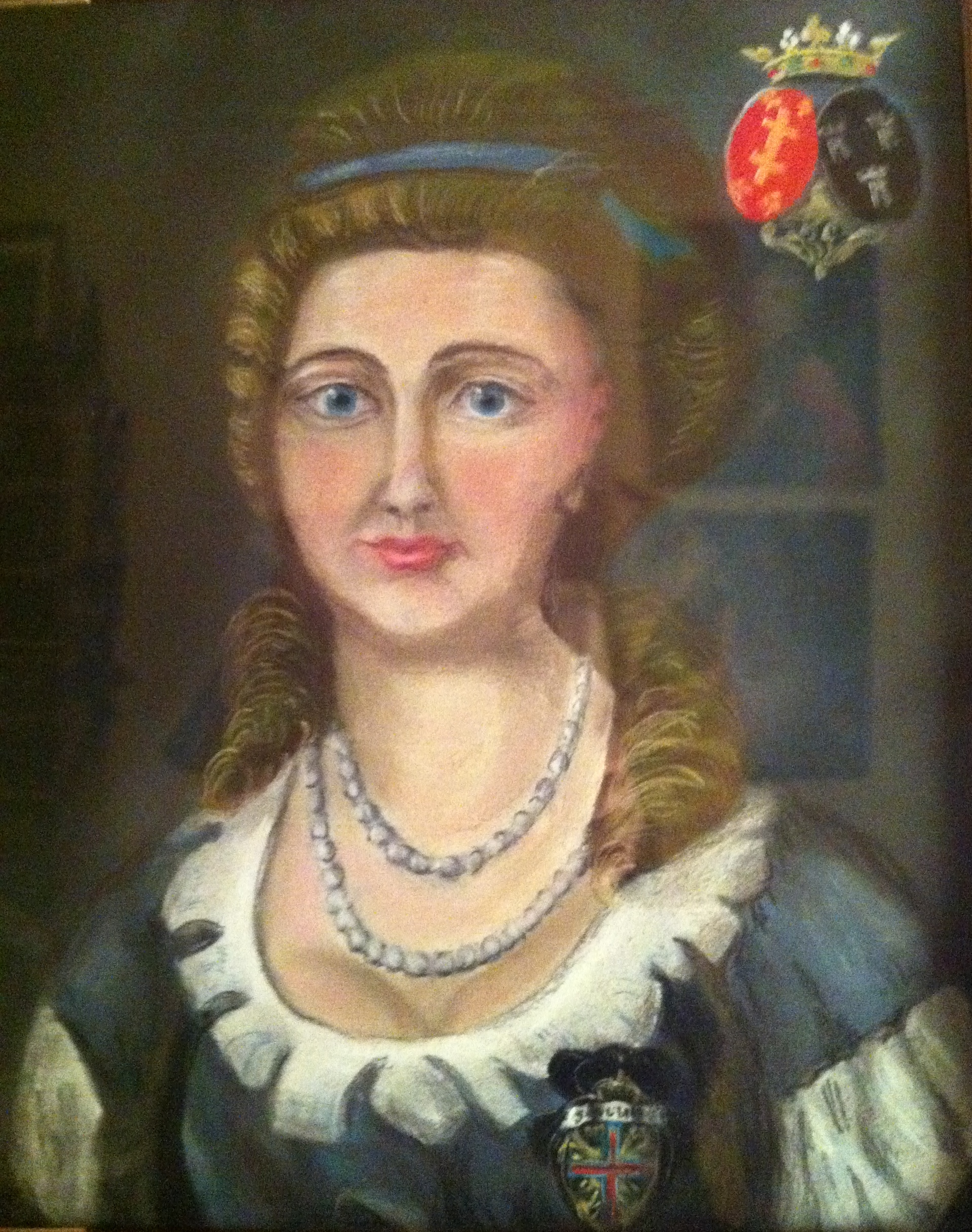
Anne Charlotte de Lavaulx de Vrécourt, marquise de Mollans. Copie du XXIe siècle.

Jean Charles François de Lavaulx et sa femme n’eurent qu’une fille, Anne-Charlotte de Lavaulx de Vrécourt, née le 7 juillet 1755 et décédée à Nancy en 1832. Elle épousa à Dieuville en 1771 le comte Joseph Laurent d’Amédor de Mollans, d’une éminente famille de la noblesse comtoise. La dot de la mariée ne put être payée. Anne-Charlotte de Mollans vécut une partie de sa vie à Besançon, dans l'hôtel de Clermont, qui appartenait à sa belle-famille depuis 1767. Elle figure de façon très visible au premier plan d'un portrait collectif de la famille d'Amédor de Mollans, peint par l'artiste suisse Johann Melchior Wyrsch en 1773, actif à Besançon.
La comtesse de Mollans fut nommée Dame de l’ordre impérial autrichien de l'ordre de la Croix étoilée vers 1773. Au cours de la Révolution, elle émigra avec sa belle-mère, la marquise de Mollans née de Planta de Wildenberg, également dame de la Croix Etoilée, à l’abbaye d’Einsiedeln en Suisse. Son mari, Joseph Laurent de Mollans, officier d’infanterie, avait rejoint l’armée d’émigration et mourut à Bâle en 1815. Parmi leurs trois enfants (dont postérité), deux filles furent aussi dames de la Croix étoilée.